# Hattonidi
Gli Hattonidi furono un'importante famiglia nobile imperiale nella prima metà del IX secolo, durante i regni dei re carolingi Carlo Magno e Ludovico il Pio. Persero la loro posizione sotto Ludovico II il Germanico. Erano patrocinati dagli imperatori e furono infeudati con benefici sui possedimenti imperiali. Partecipavano ai consigli dell'impero e ricevevano comandi militari ai confini per difendere l'impero dai vichinghi danesi e dagli slavi.

## Storia
Provenienti dalla Sassonia e dalla Baviera, dove avevano molte terre e honores, gli Hattonidi furono nominati prefetti (margravi) e conti nella Franconia Orientale e nella Renania centrale sin dall'inizio e furono anche missi dominici.
Uno delle loro stirpe, Banzleib, fu sia conte del Maine nell'832 sia, nell'838, comes et Saxoniae patriae marchio ("conte e margravio della patria sassone") sotto Ludovico il Pio. Gli Hattonidi controllarono più o meno la Sassonia negli ultimi anni del regno di Ludovico il Pio.
Gli Hattonidi furono strenui sostenitori di Ludovico il Pio e dell'unità dell'Impero franco. Dopo la morte di Ludovico nell'840, Banzleib ei suoi fratelli, Adalberto, conte di Metz, e Hatto, conte di Nassau, appoggiarono Lotario nella successiva guerra civile scoppiata tra i figli di Ludovico e si opposero a Ludovico II il Germanico e alla creazione di un regno dei Franchi Orientali.
Il 14 dicembre 840 a Rösbeck Ludovico, poco dopo la morte del padre e uno dei suoi primi atti, espropriò Banzleib dei suoi benefici e degli uffici pubblici e li concesse all'abbazia di Corvey retta dall'abate Warin. Nella battaglia di Wörnitz (13 maggio 841) tra i sostenitori di Lotario I e Ludovico II il Germanico, caddero Adalberto, conte di Metz e forse anche Banzleib. Anche il loro fratello Hatto perse la contea di Nassau, ma mantenne i suoi possedimenti in Alemannia almeno fino all'857.

## Albero genealogico
1. NN
  1. Hatto (Ato, Uto), dall'831 all'841 conte di Nassau, dall'831 all'854/857 conte di Alemannia;
    1. Lamberto, abate del monastero di Schienen (Öhningen).

  2. Banzleib, dall'832 conte del Maine, dall'838 conte e margravio in Sassonia
  3. Adalberto († 841), attestato nell'825, conte di Metz, dux Austrasiorum, cadde nella battaglia di Wörnitz[1][2];
  4. una figlia, sposata con Poppo I, conte nel Grabfeld (Popponidi)[3].